# Bruno Streckenbach
Bruno Streckenbach (Amburgo, 7 febbraio 1902 – Amburgo, 28 ottobre 1977) è stato un generale tedesco delle Waffen-SS, capo del dipartimento d'amministrazione del personale dell'Ufficio centrale per la Sicurezza del Reich. In questa veste fu responsabile di molte migliaia di esecuzioni commesse dalle squadre della morte tedesche conosciute come Einsatzgruppen.

## Biografia
Bruno Linienbach nacque ad Amburgo il 7 febbraio 1902, figlio del doganiere Hans Linienbach e di Minna Spenner. Da maggio a ottobre 1918, quindi alla giovanissima età di 16 anni, fu soldato nella prima guerra mondiale in Francia; dopo il conflitto, si unì nei Freikorps.

### Carriera
Nel 1933 guidò la polizia politica di Amburgo dopo che fu assorbita dalle SS, secondo i piani di Himmler e Heydrich per prendere il controllo dell'intera forza di polizia nella Germania nazista.
Nell'ottobre 1939, fu nominato Befehlshaber der Sicherheitspoliezi und des SD e poi inviato in Polonia nel Governatorato Generale sotto il comando di Friedrich Wilhelm Krüger. L'8 novembre 1939 riceve l'ordine da Heinrich Himmler di dirigere la missione per la Zentralplanung der Ansiedlung bzw Evakuierung (pianificazione centrale dell'installazione e dell'evacuazione), si incontrò nello stesso giorno con Hans Frank e l'HSSPF (Höherer der SS und Polizeiführer) per prepararsi alla deportazione degli ebrei dai territori annessi al Reich verso le aree ad est della Vistola. Comandò l'Einsatzgruppe 1 con cui organizzò lo sterminio della élite polacca nel 1940, nell'ambito dell'operazione AB-Aktion: fu coinvolto in particolare nell'arresto dei professori dell'Università di Cracovia. Nel maggio 1940, sostenne attivamente il controllo dei Judenräte non da parte dell'amministrazione civile di Frank ma tramite i servizi di sicurezza, SiPo e SD.
Fu quindi richiamato a Berlino per compiti amministrativi. Nel gennaio 1941, sostituì Werner Best a capo dell'Amt I (organizzazione e gestione del personale) all'interno dell'RSHA. All'inizio del 1941, riguardo alla questione ebraica, confermò al diplomatico Martin Lutero che erano in corso i preparativi per "la deportazione in un territorio che sarà presto determinato" con l'obiettivo di una "futura soluzione".
Fu incaricato di preparare e costituire i gruppi di Einsatzgruppen. Il 20 giugno 1941 fu presente al fianco di Heinrich Müller nella riunione di tutti gli ufficiali dell'Einsatzgruppen a Pretzsch, sulle rive dell'Elba: lo scopo fu di trasmettere le istruzioni alla vigilia dell'invasione dell'Unione Sovietica.

#### Nelle Waffen SS
Nel 1942 si unì alle un'unità di combattimento delle Waffen-SS. Nell'aprile 1943, comandò un battaglione di divisione anticarro. Nel settembre 1943, sostituì Hermann Fegelein come comandante dell'8. SS-Kavallerie-Division "Florian Geyer" e poi di nuovo dal gennaio all'aprile 1944. Fu quindi nominato comandante della 19. Waffen-Grenadier-Division der SS  con la quale combatté sul fronte orientale fino alla cessazione delle ostilità ad aprile del 1945.

## Dopo la guerra

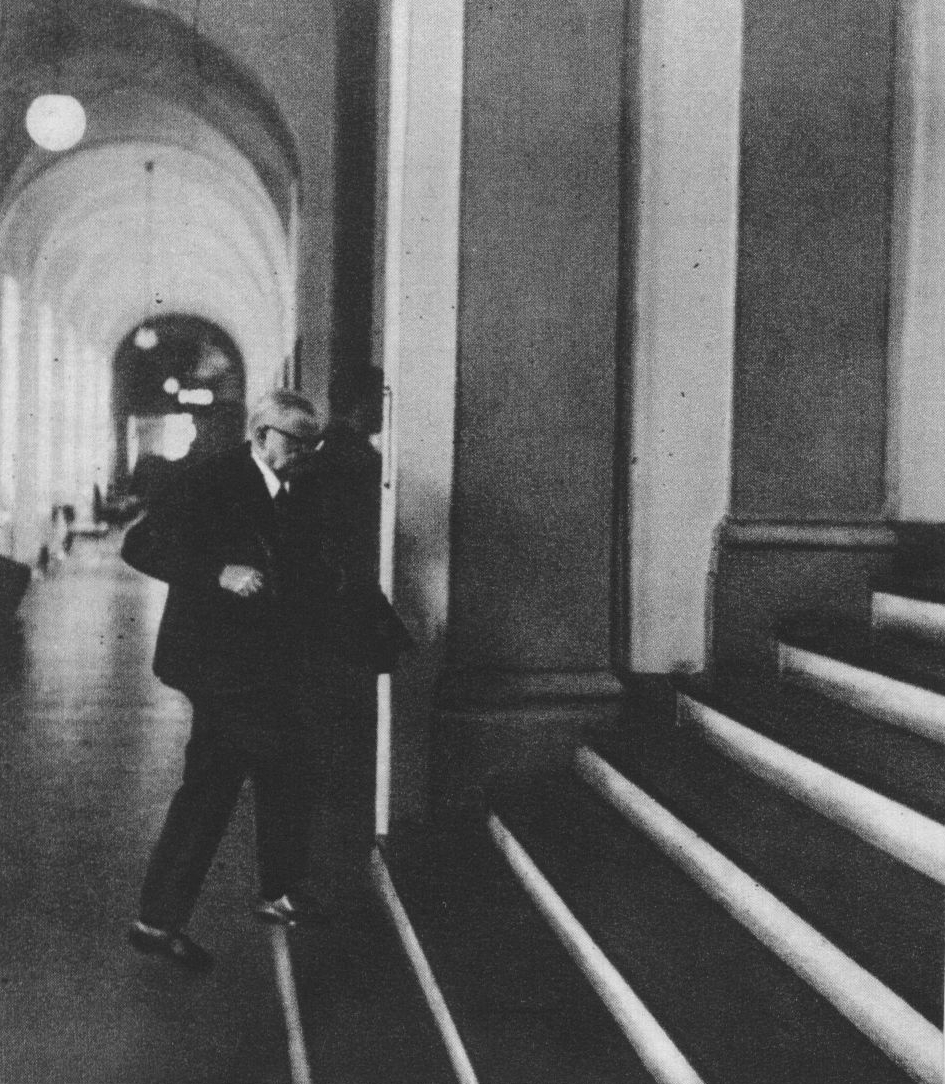
Streckenbach al processo contro Ludwig Hahn ad Amburgo nel 1972

Fu fatto prigioniero dai sovietici e condannato nel 1952 a 25 anni di reclusione ma fu rilasciato nel 1955. Fu oggetto di altri procedimenti giudiziari nella Germania Ovest negli anni Settanta, tutti abbandonati a causa delle sue precarie condizioni di salute. Morì nell'ottobre 1977 ad Amburgo.